# Подчекаев, Анатолий Алексеевич
Анато́лий Алексе́евич Подчека́ев (эст. Anatoli Podtšekajev; 1879—1938) — российский и эстонский архитектор. Работал в Пскове и Тарту. Член Псковского археологического общества.

## Биография

### Россия
Родился 13 (25) января 1879 года в Опочке, в дворянской семье акцизного чиновника Алексея Константиновича Подчекаева. В 1899 году окончил Псковское реальное училище и уехал учиться в Варшавский политехнический институт. Из-за студенческих беспорядков в 1905 году институт был закрыт и Подчекаев уехал в Ригу, где в 1910 году с отличием окончил строительное отделение Рижского политехнического института.   

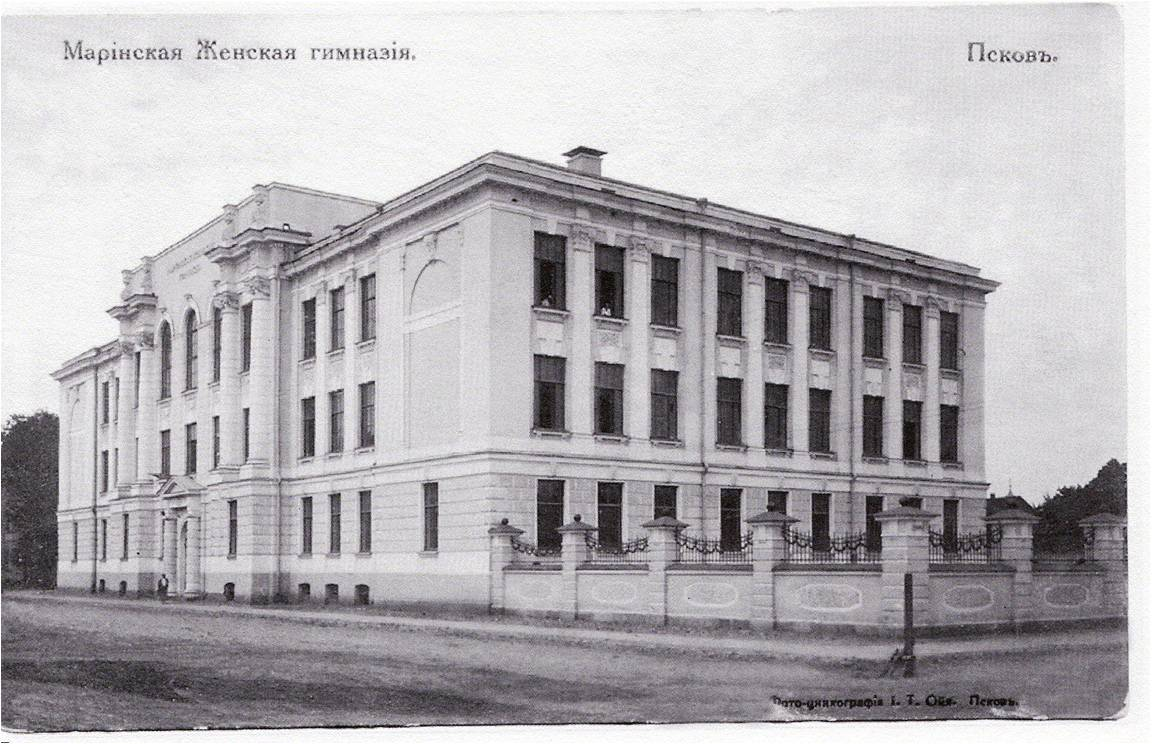
Мариинская женская гимназия

До 1919 года работал в Пскове. В течение 1910–1917 годов выполнял обязанности епархиального архитектора: ремонтировал и проектировал многие храмы Псковской губернии, реставрировал часовню и колокольню Святогорского монастыря; им был построен монастырский доходный дом в Печорах. Участвовал в реставрации Поганкиных палат.
По его проектам в Пскове были построены, сохранившиеся ныне здания: больницы Алексеевской общины сестер милосердия (1913; Кузнецкая улица, 23) и Мариинской женской гимназии (1916, улица Некрасова, 9); также он построил здания окружного суда (Кахановский бульвар), старообрядческого молельного дома (1913; Лесная улица), магазина на Торговой площади для своего тестя — купца М. А. Александрова (строения не сохранились). По его проектам были построены три земские школы и отремонтирован барский дом близ Черской в городе Остров.
Увлекался коллекционированием: имел собрание старинной мебели, русского и иностранного фарфора, стекла, хрусталя, гравюр, редких художественных изданий книг, икон, бронзы и др.

### Эстония
После революции, в 1919 году он поселился в городе Печоры, в то время находившемся в составе Эстонской Республики. Жена Екатерина, дочь псковского купца Михаила Александрова, бросила его и уехала в Петроград. Спустя несколько лет он женился в Тарту на 30-летней беженке из Варшавы Елене Викторовне Родионовой, в браке с которой у него родились двое детей: дочь Ирина (род. 1928, стала врачом) и сын Владимир (1931–2009) — инженер-строитель.
В течение четырёх лет работал в Тарту городским архитектором. При участии Подчекаева были возведены особняки в жилом районе Таммелинн, многоквартирные дома, приют для престарелых, железобетонный мост. По его проекту в Тарту было построено здание средней школы.
А. А. Подчекаев был членом Тартуского русского благотворительного общества, общества помощи русским беженцам и бедным. Активно работал в Тартуском русском обществе. Входил в состав приходского совета Успенского собора. Был почётным членом студенческой корпорации «Fraternitas Aeterna».
Оставив должность городского архитектора, стал совладельцем строительной компании «А. Подчекаев и П. Зубченков», которая работала не только в Тарту, но и других районах Эстонии. Компания выполняла работы для Тартуского университета, для Эстонского ипотечного банка. По его проекту (совместно с Борисом Крюммером) в Печорах была построена кирха Святого Петра (1923–1926), в которой был установлен редчайший музыкальный инструмент, один из десяти исторических органов производства Vennad Kriisa, уцелевших в России к началу XXI века. Подчекаевым были построены в Печорах здания суда, почты и типографии (1928, архитектор Фердинанд Адофф) и гимназии (1925, архитектор Тынис Михкельсон).
Похоронен на православном Успенском кладбище Раади в Тарту.
В Государственный регистр памятников культуры Эстонии внесены 3 особняка, спроектированных Анатолием Подчекаевым по заказам богатых горожан:
- жилой дом по адресу улица Элва 3, Тарту (1924–1927)[4];
- жилой дом по адресу улица Элва 13, Тарту (1924–1927), в 1938 году расширен по проекту архитектора Николая Кузьмина[5];
- жилой дом по адресу улица Элва 15, Тарту (1924–1927)[6].

Проекты архитектора
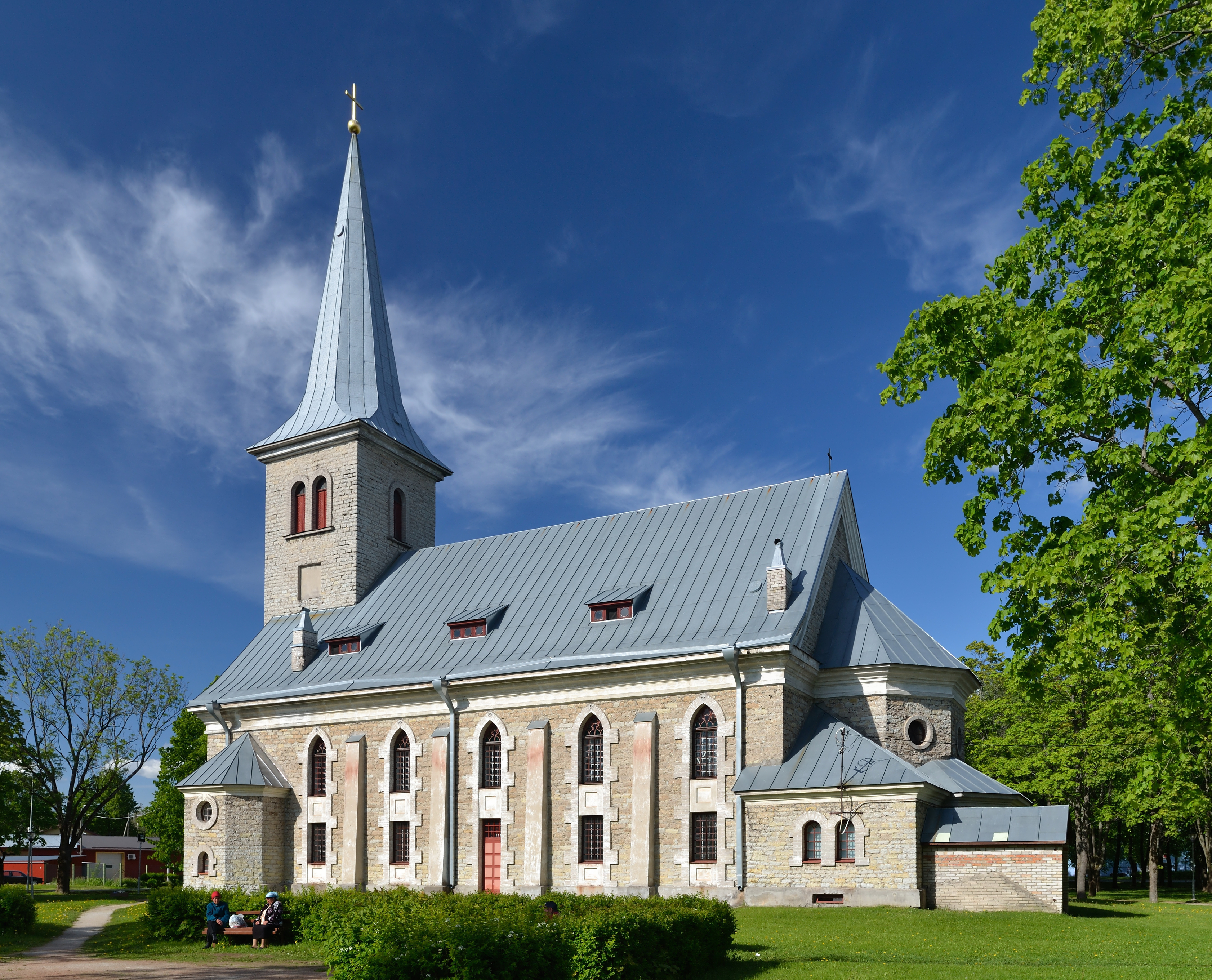
Церковь св.Якова в Тапа
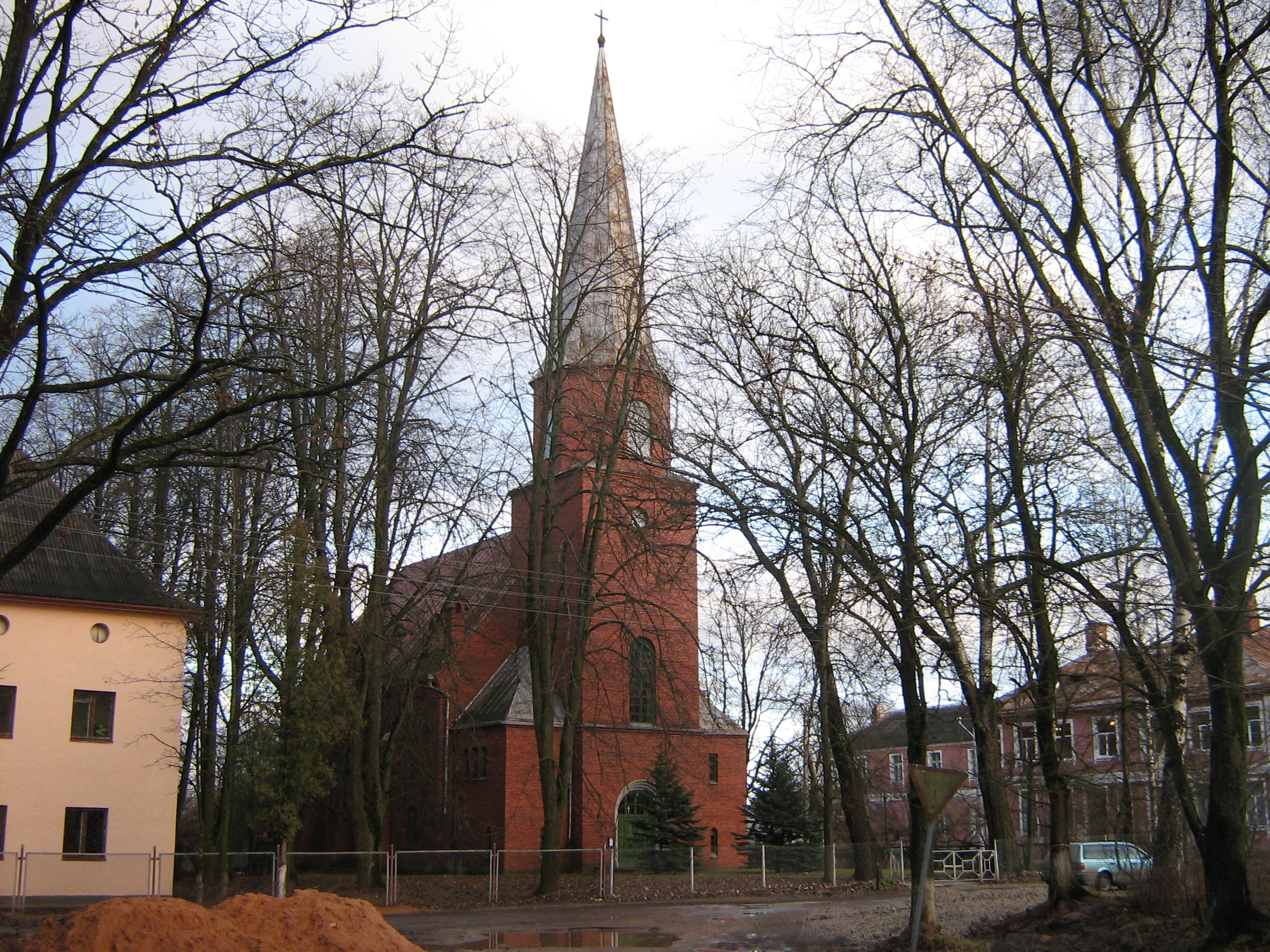
Церковь святого Петра в Печорах
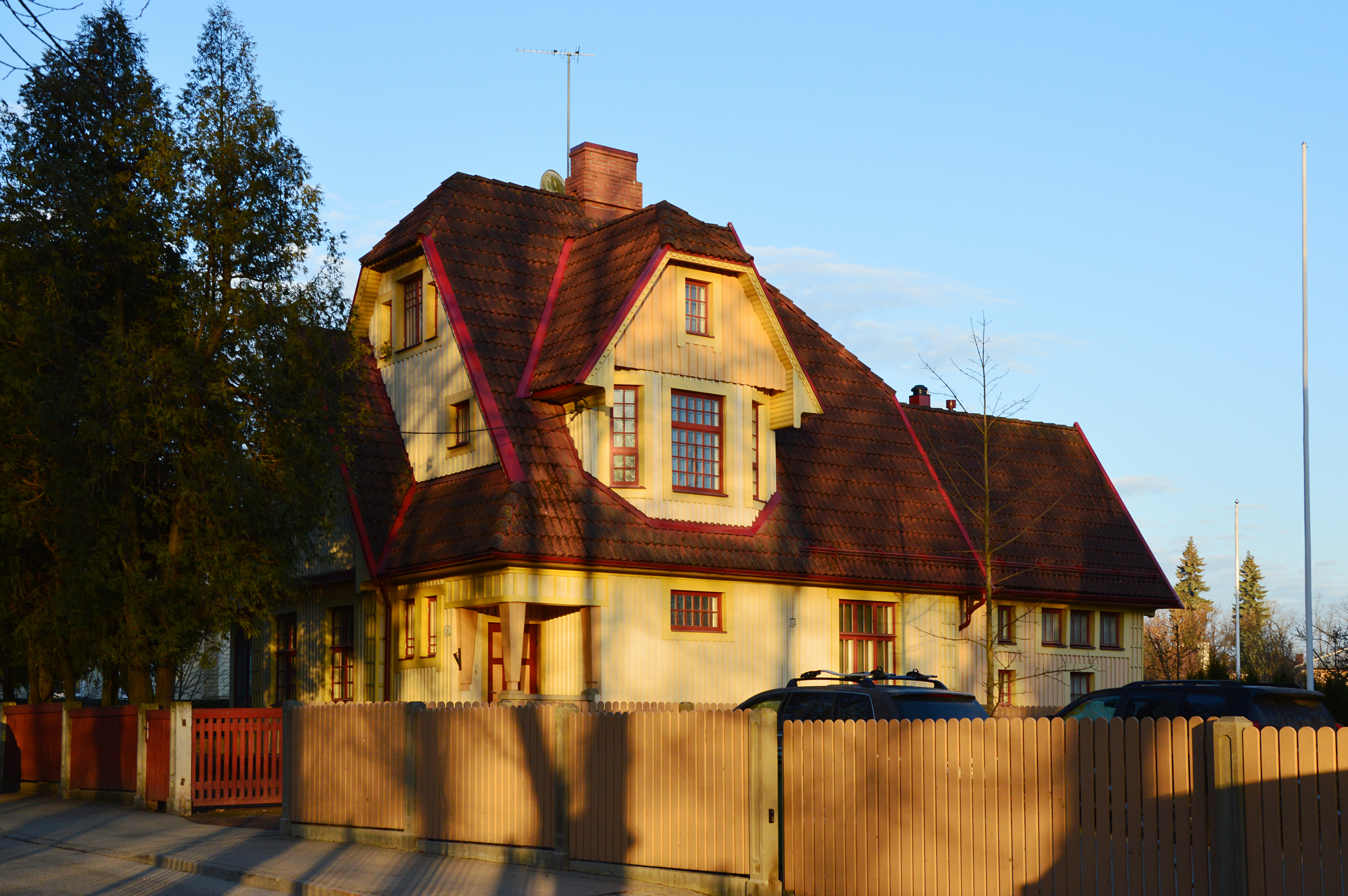
Особняк на улице Элва 3, Тарту (памятник культуры)
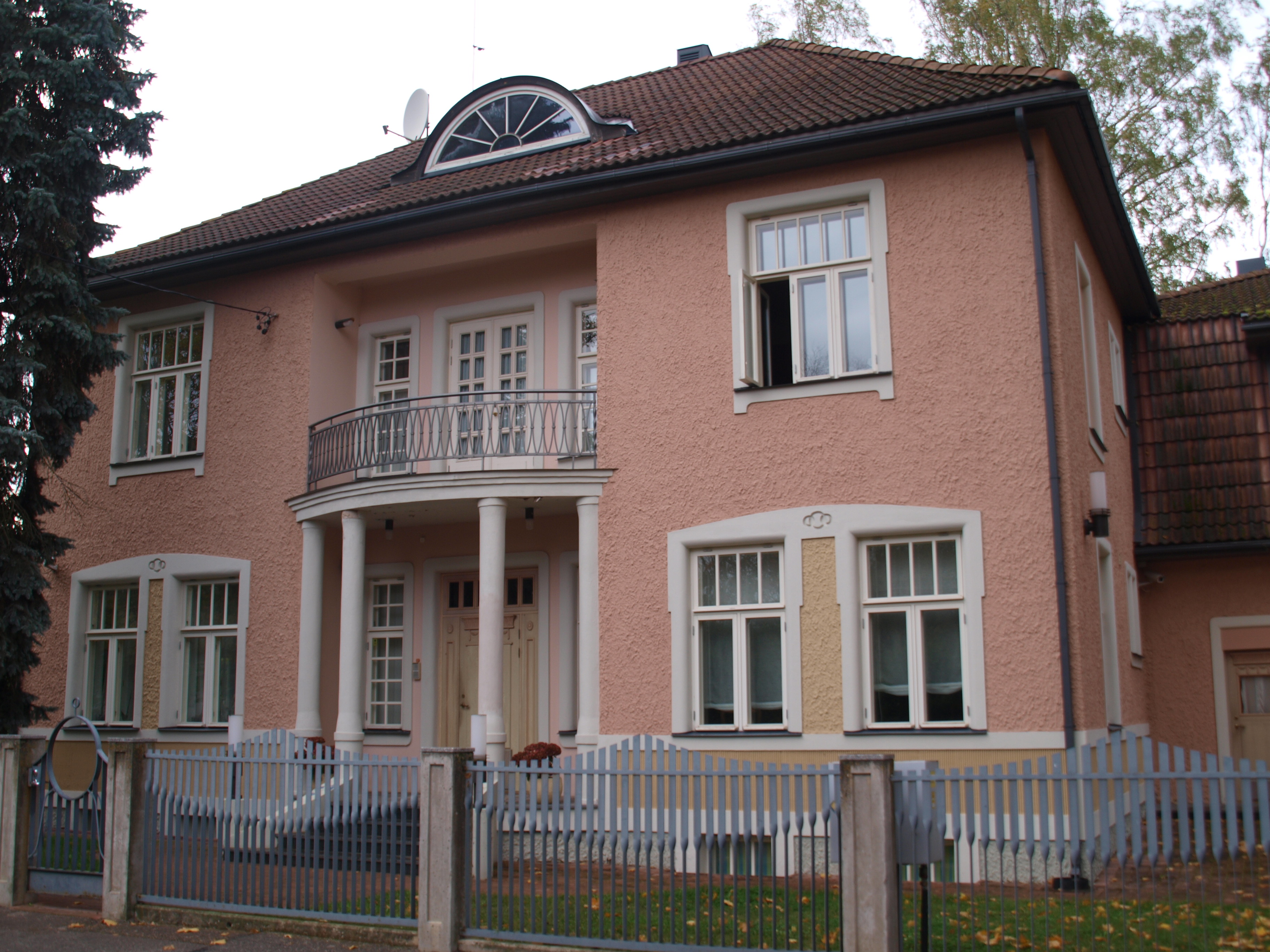
Особняк на улице Элва 15, Тарту
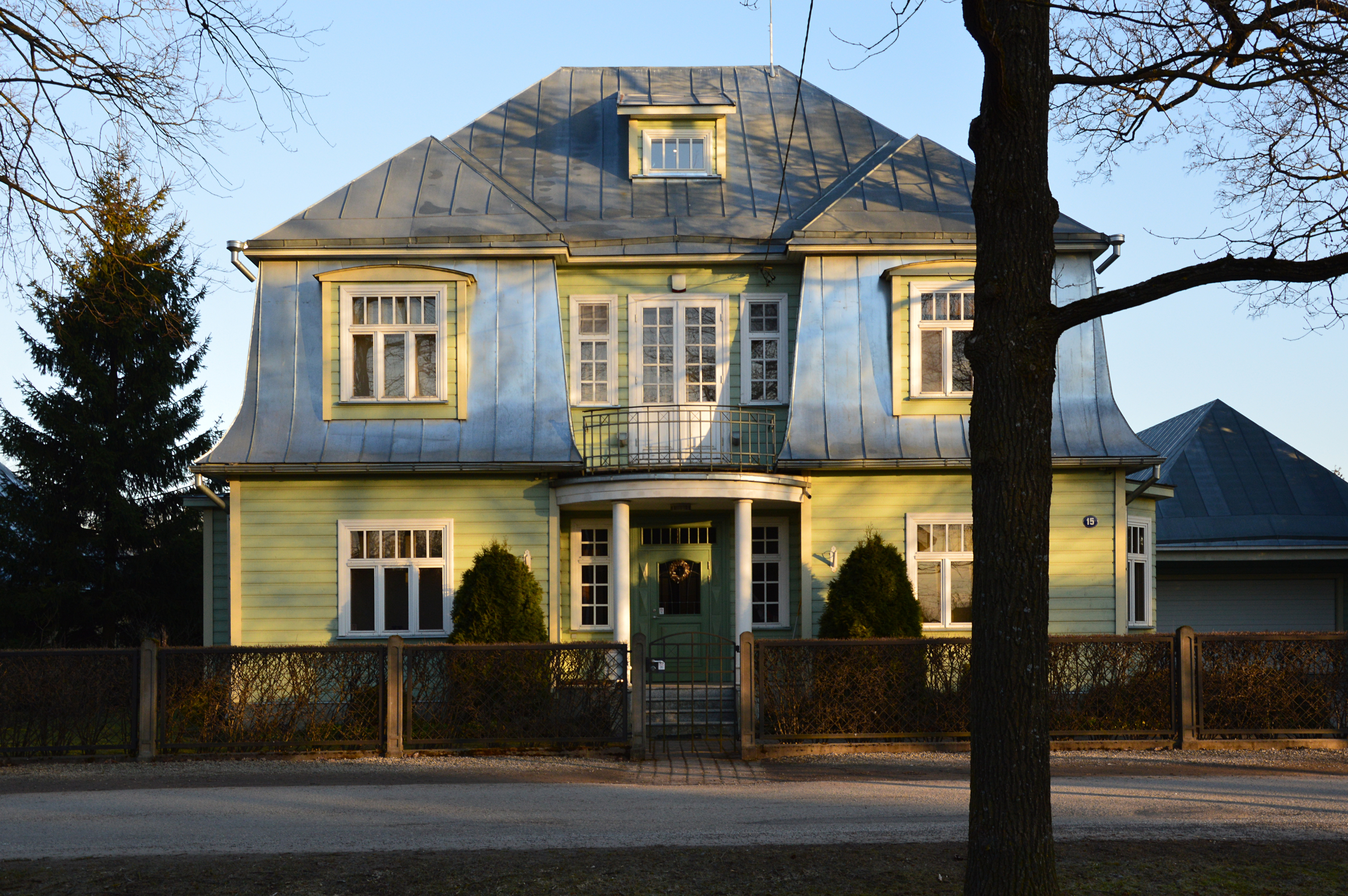
Особняк на улице Тамме